# Cycas segmentifida
Cycas segmentifida là một loài thực vật hạt trần trong họ Cycadaceae. Loài này được D.Y.Wang & C.Y.Deng mô tả khoa học đầu tiên năm 1995.